# 서울그린트러스트
서울그린트러스트는 시민의 참여와 봉사를 바탕으로 서울시 생활권녹지를 확대·보존할 목적으로 2003년 7월 24일 대한민국 산림청에서 허가한 재단법인이다. 

## 주요 사업
- 시민생활권 녹지확대
- 도시 생태 공원 조성
- 서울의 녹지축 복원 조성
- 시민참여에 의한 녹지 관리
- 도시녹지 확대, 운영관리 등에 관한 국내외 연구 및 조사
- 생활녹화 캠페인 및 활동을 위한 지원 사업
- 기금 조성 등

## 주요정보
- 서울특별시 성동구 서울숲길 53, 심오피스 3층